# 24944 Harish-Chandra
24944 Harish-Chandra (1997 LZ4) là một tiểu hành tinh vành đai chính được phát hiện ngày 11 tháng 6 năm 1997 bởi P. G. Comba ở Prescott.